# カルフィッツィ
カルフィッツィ（イタリア語: Carfizzi）は、イタリア共和国カラブリア州クロトーネ県にある、人口約600人の基礎自治体（コムーネ）。

## 地理

### 位置・広がり

#### 隣接コムーネ
隣接するコムーネは以下の通り。
- チロ
- メリッサ
- パッラゴリーオ
- サン・ニコーラ・デッラルト
- ウンブリアーティコ